# La Morte
La Morte és un municipi francès situat al departament de la Isèra i a la regió d'Alvèrnia-Roine-Alps. L'any 2007 tenia 140 habitants.

## Demografia

### Població
El 2007 la població de fet de La Morte era de 140 persones. Hi havia 68 famílies de les quals 29 eren unipersonals (22 homes vivint sols i 7 dones vivint soles), 25 parelles sense fills i 14 parelles amb fills.
La població ha evolucionat segons el següent gràfic:
Habitants censats

### Habitatges
El 2007 hi havia 637 habitatges, 73 eren l'habitatge principal de la família, 559 eren segones residències i 5 estaven desocupats. 253 eren cases i 385 eren apartaments. Dels 73 habitatges principals, 53 estaven ocupats pels seus propietaris, 13 estaven llogats i ocupats pels llogaters i 7 estaven cedits a títol gratuït; 9 tenien una cambra, 7 en tenien dues, 20 en tenien tres, 9 en tenien quatre i 28 en tenien cinc o més. 58 habitatges disposaven pel capbaix d'una plaça de pàrquing. A 37 habitatges hi havia un automòbil i a 32 n'hi havia dos o més.

### Piràmide de població
La piràmide de població per edats i sexe el 2009 era:
| Homes | Edats   | Dones |
| ----- | ------- | ----- |
| 0     | 95 o +  | 0     |
| 0     | 90 a 94 | 0     |
| 0     | 85 a 89 | 0     |
| 0     | 80 a 84 | 0     |
| 4     | 75 a 79 | 8     |
| 4     | 70 a 74 | 4     |
| 4     | 65 a 69 | 0     |
| 0     | 60 a 64 | 0     |
| 8     | 55 a 59 | 0     |
| 8     | 50 a 54 | 12    |
| 8     | 45 a 49 | 8     |
| 8     | 40 a 44 | 8     |
| 0     | 35 a 39 | 0     |
| 0     | 30 a 34 | 0     |
| 0     | 25 a 29 | 8     |
| 4     | 20 a 24 | 4     |
| 4     | 15 a 19 | 4     |
| 8     | 10 a 14 | 0     |
| 0     | 5 a 9   | 4     |
| 0     | 0 a 4   | 0     |

## Economia

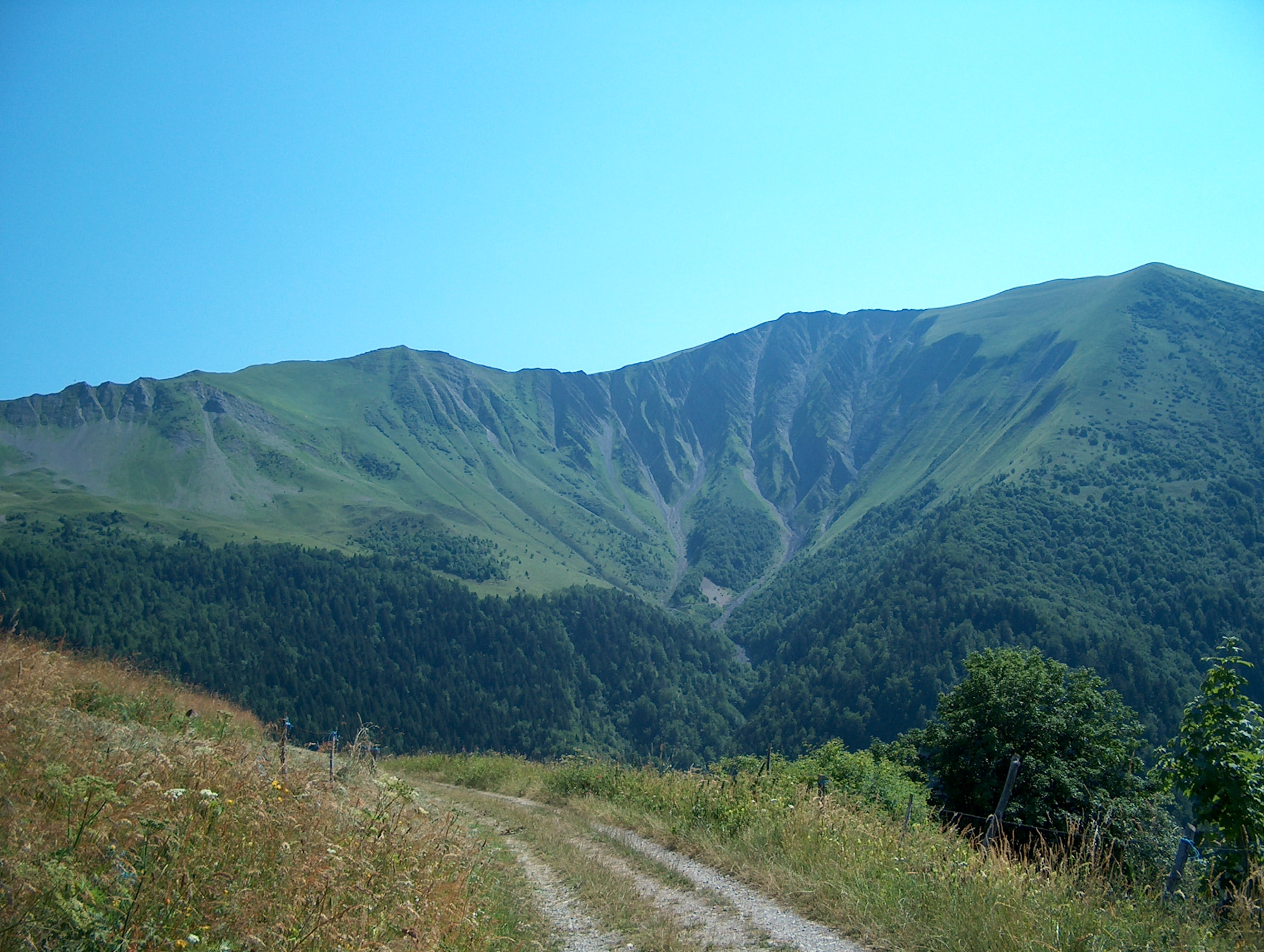
El Grand Serre

El 2007 la població en edat de treballar era de 105 persones, 88 eren actives i 17 eren inactives. De les 88 persones actives 85 estaven ocupades (47 homes i 38 dones) i 3 estaven aturades (2 homes i 1 dona). De les 17 persones inactives 6 estaven jubilades, 7 estaven estudiant i 4 estaven classificades com a «altres inactius».

### Ingressos
El 2009 a La Morte hi havia 73 unitats fiscals que integraven 141,5 persones, la mediana anual d'ingressos fiscals per persona era de 20.529 €.

### Activitats econòmiques
Dels 59 establiments que hi havia el 2007, 1 era d'una empresa de fabricació d'altres productes industrials, 3 d'empreses de construcció, 5 d'empreses de comerç i reparació d'automòbils, 1 d'una empresa de transport, 11 d'empreses d'hostatgeria i restauració, 2 d'empreses immobiliàries, 3 d'empreses de serveis, 30 d'entitats de l'administració pública i 3 d'empreses classificades com a «altres activitats de serveis».
Dels 10 establiments de servei als particulars que hi havia el 2009, 1 era una lampisteria, 1 perruqueria, 7 restaurants i 1 agència immobiliària.
Dels 4 establiments comercials que hi havia el 2009, 3 eren botigues de material esportiu i 1 un drogueria.

## Equipaments sanitaris i escolars
El 2009 hi havia una escola elemental.

## Poblacions més properes
El següent diagrama mostra les poblacions més properes.